# Sri Lankaanse panter
De Sri Lankaanse panter (Panthera pardus kotiya) is een ondersoort van de luipaard die voorkomt in Sri Lanka.
De Sri Lankaanse panter is een van de negen ondersoorten van de panter. De vacht heeft een roestgele kleur met grote zwarte stippen over het lichaam. Op de buik zitten echter geen stippen. Een vrouwtje weegt gemiddeld 29 kg en een mannetje 56 kg.
Deze ondersoort is alleen te vinden in Sri Lanka. Daar leven de panters in verschillende omgevingen. Zo zijn ze te vinden in groenblijvende droge bossen, dicht begroeide jungles en hooggelegen bossen.
De Sri Lankaanse panter jaagt vooral op inheemse hertensoorten zoals de muntjak en het axishert. Ook jaagt hij op wilde zwijnen en apen. Soms valt hij ook gedomesticeerde koeien aan.

## In dierentuinen
In Nederland is de Sri Lanka panter te zien in de volgende dierentuinen:
- BestZoo in Best
- Burgers' Rimba, onderdeel van Burgers' Zoo in Arnhem
- Mondo Verde in Landgraaf

Achterindische panter (P. p. delacouri) · Indische panter (P. p. fusca) · Sri Lankaanse panter (P. p. kotiya) · Javaanse panter (P. p. melas) · Arabische luipaard (P. p. nimr) · Amoerpanter (P. p. orientalis) · Afrikaanse luipaard (P. p. pardus) · Perzische panter (P. p. saxicolor) · Anatolische panter (P. p. tulliana)